# Brown Eyed Girls
Brown Eyed Girls（ブラウン・アイド・ガールズ、朝: 브라운 아이드 걸스）は、2006年に結成した韓国の4人組女性アイドルグループである。MYSTIC STORY所属。略称はB.E.G、ブアガル、ブアゴル（朝: 브아걸）。公式ファンクラブ名はEverlasting（エバーラスティング、朝: 에버래스팅）。
デビュー当初は「オアシス (오아시스)」や「行きなさいミス・キム (떠나라 미스김)」などに代表されるように、R&Bとヒップホップが融合した新ジャンル「ハイブリッド・ソウル（Hybrid Soul）」を特色とした楽曲が多く、またボーカル中心のバラード曲も多く披露していた。2008年からはエレクトロニックブームに乗り「L.O.V.E.」や「どうする (어쩌다)」などのEDMを特色とする楽曲を披露している。

## 来歴

### 2006年
3月、1集アルバム『Your Story』でデビュー。「Brown eye」シリーズの3番目のプロジェクトとして結成され、デビューまで3年もの育成期間を費やして誕生した。
デビュー当初は顔出しをせずに活動していたが、7月に作曲家ユン・イルサンのシングル「Hold The Line (feat. チョPD)」のミュージックビデオに電撃出演しヒット曲となる。
9月、同年デビューのSeeYaとのコラボレーション曲「To My Lover」をリリース。
そして、この年のソウル歌謡大賞で新人賞を受賞する。

### 2007年
6月、デジタルシングル『私が夏だ (내가 여름이다)』の収録曲である「オアシス (오아시스) featイ・ジェフン」がヒットし、9月に発売された2集アルバム『行きなさいミス・キム (떠나라 미스김)』にも収録された。

### 2008年
1月、1枚目のミニアルバム『With L.O.V.E Brown Eyed Girls』が発売され、タイトル曲の「L.O.V.E.」が大ヒットを果たし、この年の上半期オンライン総合順位1位曲に輝いた。「L.O.V.E.」はエレクトロニカルなダンス曲で、今までボーカルに偏重を置いていた彼女達にとっては初めての挑戦であった。
9月、2枚目のミニアルバム『My style』を発表し、よりエレクトロニックサウンドが濃い「どうして(어쩌다)」でまたしてもヒットを飛ばした。「どうして(어쩌다)」は同アルバムの収録曲「You」と共に国内音楽サイトのヒットチャートで上位圏にランクインした。

### 2009年
2009年7月、3集アルバム『Sound-G』がリリースされ、彼女たちは“セクシー路線”という新たな一面を見せることになる。イ・ミンス作曲のタイトル曲の「Abracadabra」のミュージックビデオでは、刺激的かつ官能的な内容で話題となる。さらに同曲において“小生意気ダンス”と呼ばれる腰を揺らすダンスが人気を呼ぶ。

## メンバー
ジェア (제아：Jea)
- 本名：キム・ヒョジン (김효진)
- 生年月日：1981年9月18日（43歳） 身長:159cm 体重:49kg 血液型：O型
- ポジション：リーダー、ボーカル
- 芸名の意味：最も美しい声
- 趣味：ピアノ、映画鑑賞

ミリョ (미료：Miryo)
- 本名：チョ・ミヘ (조미혜)
- 生年月日：1981年11月2日（43歳） 身長:163cm 体重:45kg 血液型：A型
- ポジション：ラップ
- 芸名の意味：あだ名だった調味料からミリョ
- 趣味：ギター、音楽鑑賞
- メンバーの中で唯一日本語が話せる

ナルシャ (나르샤：Narsha)
- 本名：パク・ヒョジン (박효진)
- 生年月日：1981年12月28日（43歳） 身長:158cm 体重:48kg 血液型：A型
- ポジション：ボーカル
- 芸名の意味：朝鮮語の古語「飛ぶ」。あだ名はソインドル(成人アイドル)
- 趣味：ピアノ、CD収集
- 一人っ子
- 2016年10月にファッション事業家と結婚
- テレビ番組
  - 青春不敗 (KBS 2009年10月 - 2010年12月)
  - 豪快ガールズ (SBS 2010年7月 - 2011年)
  - ウララ・カップル (KBS 2 2012年10月 - 11月)

- ラジオ番組
  - ボリュームアップ (KBS 2010年)

ガイン (가인：Ga-in)
- 本名：ソン・ガイン (손가인)
- 生年月日：1987年9月20日（37歳） 身長:163cm 体重:43kg 血液型：B型
- ポジション：ボーカル
- 趣味：インテリア、ダンス、映画鑑賞
- Baby-Gとも称されている
- MBC「私たち結婚しました（ウギョル）」で2AMのチョ・グォンと1年半の間、仮想結婚をした。

## 作品

### フルアルバム
- 1集アルバム 「Your Story」 (2006年3月2日)
- 2集アルバム 「行きなさいミス・キム (떠나라 미스김)」　(2007年9月6日)
- 3集アルバム 「Sound-G」　(2009年7月21日)
- 4集アルバム「Sixth Sense」（2011年10月1日）

### ミニアルバム
- 1stミニアルバム　「With L.O.V.E Brown Eyed Girls」　(2008年1月17日)
- 2ndミニアルバム　「My style」　(2008年9月10日)
- 3rdミニアルバム　「Festa On Ice 2010」 (2010年4月6日)

### リパッケージアルバム
- リパッケージアルバム　「Your Story」　(2006年8月25日)
- リパッケージアルバム「Sixth Sense」（2011年11月12日）

### シングル
- デジタルシングル　「私が夏だ (디지털 싱글)vol.1」　(2007年6月21日)
- デジタルシングル　「My style(Hidden Track)」　(2008年10月30日)
- デジタルシングル　「Sound-G Repackage」　(2009年10月29日)

### コラボレーション
- 「Hold The Line」 feat. チョPD / ユン・イルサン　(2006年5月3日)
- 「To My Lover」　SeeYa & Brown Eyed Girls 　(2006年9月8日)
- 「SG Wanna Be & BROWN EYED GIRLS」 ヨンジュン & ガイン (2006年11月16日)
- 「私たち愛するようになりました」  チョ・グォン & ガイン (2009年12月17日)

### その他
- 「Loving You」　(2006年8月) - ドラマ『ぶどう畑のあの男』OSTタイトル曲
- 4Tomorrow「두근두근 Tomorrow」(2009年10月7日)
  - 4Tomorrowは、サムスングループの公共サービスキャンペーンプログラムの一環として、AFTERSCHOOLのユイ、Brown Eyed Girlsのガイン、KARAのハン・スンヨン、4minuteのキム・ヒョナの4人により結成されたグループ。
  - 公式サイトには、デジタルシングル「두근두근 Tomorrow（ドキドキTomorrow）」のダウンロードサービスの他、ミュージックビデオ、ミュージックドラマなどのコンテンツが準備されている。

## 受賞歴
| 年度 | 受賞歴 |
| ---- | --- |
| 2006 | - 第16回ソウル歌謡大賞 - 新人賞 |
| 2008 | - 第23回ゴールデンディスク賞 - デジタル音源賞 |
| 2009 | - 第18回ソウル歌謡大賞 - Bonsang賞 - 2009アジアモデルフェスティバルアワード - 人気歌手賞 - Mnet Asian Music Awards - 女性グループ賞 - Mnet Asian Music Awards - ハウス＆エレクトロニック賞 |
| 2010 | - 第19回ハイウィンソウル歌謡大賞 本賞 - 第7回韓大衆音楽賞 最優秀ダンスエレクトロニック音盤受賞 - 第7回韓大衆音楽賞 最優秀ダンスエレクトロニック歌賞                                        |